# P'tits Génies
Série
P'tits Génies 2
(2004)
Pour plus de détails, voir Fiche technique et Distribution.
P'tits Génies, ou Les Petits Génies au Québec (Baby Geniuses) est un film américain réalisé par Bob Clark, sorti en 1999. Le film aura une suite P'tits Génies 2.

## Synopsis
Et si les bébés étaient intelligents? S'ils avaient leur propre langage? Si leurs gazouillis étaient une langue sophistiquée qui leur permettait de communiquer entre eux? 
Le docteur Elena Kinder, scientifique calculatrice et ambitieuse, dirige la société numéro un mondiale de produits pour bébés. Elle découvre un savoir acquis au cours des années et génétiquement imprimé dans l'ADN des bébés. Elle est bien décidée à utiliser cette source de savoir pour évidemment s'enrichir. 

## Fiche technique
- Titre original : Baby Geniuses
- Titre français : P'tits Génies
- Titre québécois : Les Petits Génies
- Réalisation : Bob Clark
- Scénario : Bob Clark, Greg Michael, Steven Paul, Francisca Matos et Robert Grasmere
- Photographie : Stephen M. Katz
- Musique : Paul Zaza
- Production : Hank Paul, Steven Paul, David Saunders et Jon Voight
- Pays d'origine :  États-Unis
- Format : Couleurs
- Genre : Comédie
- Durée : 97 minutes
- Date de sortie : 12 mars 1999

## Distribution
- Kathleen Turner (VF : Anne Jolivet ; VQ : Anne Caron) : Elena
- Christopher Lloyd (VF : Pierre Hatet ; VQ : Jacques Brouillet) : Heep
- Kim Cattrall (VF : Nathalie Regnier ; VQ : Natalie Hamel-Roy) : Robin
- Peter MacNicol (VF : Denis Boileau ; VQ : François Godin) : Dan
- Dom DeLuise (VF : Jean-Claude Sachot ; VQ : Benoît Rousseau) : Lenny
- Ruby Dee (VF : Marion Game) : Margo
- Leo Fitzgerald (VQ : Lawrence Arcouette) : Sly / Whit
- Myles Fitzgerald : Sly / Whit
- Gerry Fitzgerald : Sly / Whit
- Randy Travis : Technicien
- Dan Monahan : Reporter
- Hank Garrett : Garde
- Miko Hughes : Sly / Whit (voix)
- Scotty Leavenworth : Basil (voix)
- Scarlett Pomers : Carrie (voix)